# Javadi
Jawadi o Javadi és una serralada derivada dels Ghats Orientals al districte de Vellore, al nord de Tamil Nadu, Índia, amb uns 80 km d'ample i 32 km de llarg, sobre una àrea de 900 km² amb 143 pobles i una població el 1881 de 17.549 persones. la major part malailis, una ètnia que s'anomenen a si mateixos vellalars i pachai vellalars (els dos grups es distingeixen pels tatuatges de les dones, els cabells i alguna diferència menor) i parlen tàmil i encare que són de la mateixa arrel, la seva vida aïllada els ha fet diferents.
La serralada està separada dels Ghats Orientals per la vall del Palar; Ghats Orientals i muntanyes Javadi s'ajunten a Ambur. La muntanya Kailasagarh, de 850 metres, està a només 10 km de la ciutat de Vellore. Hi ha algunes restes de temples hindús a Kovilanur.